# All My True Love
Singles de SPEED
Alive
(1er juillet 1998) Precious Time
(17 février 1999)
All My True Love (écrit en capitales : ALL MY TRUE LOVE) est le huitième single du groupe SPEED, sorti en 1998.

## Présentation
Le single, écrit, composé et produit par Hiromasa Ijichi, sort le 28 octobre 1998 au Japon sur le label Toy's Factory, quatre mois seulement après le précédent single du groupe, Alive. Comme les trois singles précédents, il atteint la 1re place du classement des ventes de l'Oricon, et reste classé pendant 14 semaines. Il se vend à plus d'un million d'exemplaires et restera le 4e single le plus vendu du groupe, derrière White Love, My Graduation et Steady sortis précédemment.
Le single a plusieurs spécificités. C'est le premier single du groupe à contenir trois chansons différentes, en plus de leurs versions instrumentales, mais le groupe dans son ensemble n'en interprète que la chanson-titre All My True Love. Le single marque en effet les débuts parallèles en solo des deux chanteuses principales du groupe, Hiroko Shimabukuro et Eriko Imai ; la première interprète en solo la chanson Mitsumetetai, qui est donc attribuée à "hiro", tandis que la deuxième interprète en solo la chanson Tsumetaku Shinaide, en fait attribuée à "Eriko with Crunch" du nom de son propre projet solo où elle chante entourée d'un groupe de danseurs extérieurs à Speed (Crunch, composé de deux filles et deux garçons : Tomo, Sachika, Yasu, et Masaki).
Le single sort exceptionnellement au format maxi-CD single de 12 cm de diamètre (les sept précédents, ainsi que le single suivant, sont sortis au format mini-CD single de 8 cm, alors la norme pour les singles au Japon), avec un emballage particulier : le boitier du CD, fin et ne contenant pas de livret, est inséré dans un étui cartonné, dans lequel sont aussi glissées trois fiches cartonnées, une pour chacune des chansons, chacune illustrée par la photo de son interprète (Speed, hiro, et "Eriko with Crunch") avec le texte de ses paroles écrites au dos.
La chanson-titre All My True Love a été utilisée par la chaine TBS comme thème musical pour la retransmission des championnats du monde de volley-ball de 1998 (féminin / masculin) organisés au Japon. Elle ne figurera sur aucun album original du groupe, mais sera présente sur son premier album compilation Moment qui sortira un mois et demi plus tard, ainsi que sur la compilation Dear Friends 2 de 2000 ; elle sera interprétée sur les albums live Speed Memorial Live de 2001 (ou en figurera aussi une version remixée sous-titrée "Za downtown weekend mix") et Best Hits Live de 2004, et sera aussi ré-enregistrée pour l'album de reprise Speedland de 2009.
La deuxième chanson du single, Mitsumetetai, première chanson en solo de hiro, a été utilisée comme thème musical pour un clip publicitaire pour des imprimantes de la marque Epson, et figurera sur son premier album solo Brilliant qui sortira en 2001, après la séparation du groupe. La troisième chanson Tsumetaku Shinaide, première chanson en solo de Eriko Imai (en tant que "Eriko with Crunch"), a également été utilisée comme thème musical pour un clip publicitaire de la compagnie pharmaceutique Rohto, et figurera dans une version remixée (sous-titrée "Transpacific Radio Mix") sur son premier album solo My Place qui sortira également en 2001.

## Liste des titres
Toutes les chansons sont écrites et composées par Hiromasa Ijichi, arrangées par Yasutaka Mizushima.
| 1. | All My True Love (ALL MY TRUE LOVE)                    | SPEED             | 5:19 |
| 2. | Mitsumetetai (見つめていたい)                          | hiro              | 4:05 |
| 3. | Tsumetaku Shinaide (冷たくしないで)                    | Eriko with Crunch | 5:01 |
| 4. | All My True Love (Instrumental) (ALL MY TRUE LOVE ...) |                   | 5:19 |
| 5. | Mitsumetetai (Instrumental) (見つめていたい ...)       |                   | 4:05 |
| 6. | Tsumetaku Shinaide (Instrumental) (冷たくしないで ...) |                   | 5:00 |